# Зайцев, Пантелеймон Александрович
Пантелеймон Александрович Зайцев (15 (27) июля 1898, хутор Алешинский, Дроздовицкая волость, Городнянский уезд, Черниговская губерния — 1 марта 1944 года, Ленинград) — советский военный деятель, генерал-майор (4 июня 1940 года).

## Начальная биография
Родился 15 (27) июля 1898 на хуторе Алешинский Дроздовицкой волости Городнянского уезда Черниговской губернии (ныне Городнянского района Черниговской области Украины).

## Военная служба

### Первая мировая и гражданская войны
В 1916 году призван в ряды Русской императорской армии и направлен на учёбу в Житомирскую школу прапорщиков, после окончания которой в 1917 году был направлен в чине прапорщика в Белозерский 13-й пехотный полк и принимал участие в боевых действиях на Юго-Западном фронте, находясь на должности полуротного командира.
В декабре 1918 года был мобилизован в ряды Белой армии, однако в феврале 1919 года перешёл на сторону Красной Армии.
Воевал в составе 81-го стрелкового полка (9-я стрелковая дивизия, Южный фронт) на должностях помощника начальника и начальника хозяйственной команды полка, заведующего хозяйством полка, командира взвода продовольственного транспорта дивизии и командира роты.

### Межвоенное время
В июне 1921 года был назначен на должность командира роты 287-го стрелкового полка (33-я стрелковая дивизия), а с июня 1922 года служил в 97-м стрелковом полку на должностях командира роты, помощника командира и командира батальона. Принимал участие в боевых действиях против повстанцев на территории Оренбургской губернии.
В ноябре 1929 года был направлен на учёбу на Стрелково-тактические курсы «Выстрел», после окончания которых в июне 1930 года вернулся на должность командира батальона 97-го стрелкового полка (33-я стрелковая дивизия). С декабря 1930 года исполнял должность преподавателя Ленинградской школы переподготовки комсостава запаса Ленинградского военного округа.
В марте 1932 года назначен на должность начальника штаба 166-го стрелкового полка (56-я стрелковая дивизия), в июне 1936 года — на должность командира и комиссара 33-го стрелкового полка (11-я стрелковая дивизия), в ноябре 1937 года — на должность начальника штаба 70-й стрелковой дивизии, а в октябре 1938 года — на должность командира 90-й стрелковой дивизии, после чего в ходе советско-финской войны принимал участие в боевых действиях по прорыву «линии Маннергейма».
В мае 1940 года назначен на должность командира 50-го стрелкового корпуса, а в августе того же года — на должность помощника командующего войсками Ленинградского военного округа по укреплённым районам.

### Великая Отечественная война
С началом войны Зайцев руководил строительством оборонительных рубежей вокруг Ленинграда, а в сентябре 1941 года был назначен на должность командира 5-й дивизии народного ополчения, которая 24 сентября того же года была преобразована в 13-ю стрелковую дивизию, она удерживала Пулковские высоты.
В ноябре был назначен на должность командира 168-й стрелковой дивизии (8-я армия, Ленинградский фронт), которая вела оборонительные боевые действия на левом берегу Невы в районе Московской Дубровки. Попытки дивизии в ноябре овладеть населенным пунктом Пески не имели успеха из-за отсутствия полного взаимодействия между войсками. В декабре ввиду больших потерь дивизия была выведена на правый берег Невы для пополнения.
В январе 1942 года генерал-майор Зайцев назначен на должность заместителя командующего 55-й армией, ведшей боевые действия на южных подступах к Ленинграду, в марте — на должность командующего оперативной группой 7-й отдельной армии, а в июне 1943 года — на должность командира 4-го стрелкового корпуса, который вёл оборонительные боевые действия по реке Свирь.
6 декабря 1943 года назначен на должность командира 122-го стрелкового корпуса, который принимал участие в боевых действиях во время Ленинградско-Новгородской наступательной операции, в ходе которой освободил Ропшу и Кингисепп, тем самым выйдя к реке Луга.
1 марта 1944 года на плацдарме за рекой Нарвой генерал-майор П. А. Зайцев был тяжело ранен и по дороге в госпиталь скончался. Похоронен с воинскими почестями в Ленинграде на Коммунистической площадке (ныне Казачье кладбище Александро-Невской лавры).

## Воинские звания
- Майор (17 февраля 1936 года);
- Полковник (17 февраля 1938 года);
- Комбриг (4 ноября 1939 года);
- Комдив (9 мая 1940 года);
- Генерал-майор (4 июня 1940 года).

## Награды
- Два ордена Красного Знамени (22.02.1938, 26.01.1940);
- Орден Суворова 2-й степени (21.02.1944);
- Юбилейная медаль «XX лет Рабоче-Крестьянской Красной Армии» (22.02.1938);
- Медаль «За оборону Ленинграда»[5].

## Память
В память Пантелеймона Александровича Зайцева названы улица Зайцева (Кировский район, Санкт-Петербург) и посёлок Зайцево (Выборгский район Ленинградская область), а также установлена мемориальная доска на улице Зайцева.